# Léopold Hoffmann
Léopold Jean Hoffmann (Clervaux, 1 februari 1915 – Luxemburg-Stad, 6 oktober 2008) was een Luxemburgs auteur, literatuurcriticus en docent.

## Leven en werk
Léopold Hoffmann was een zoon van Nicolaas Hoffmann, leraar in het primair onderwijs, en Anna Maria Wilmes. Na het gymnasium van Diekirch studeerde hij Duitse taal- en letterkunde, klassieke filologie, filosofie en geschiedenis in Luxemburg, Parijs, Bonn en Leuven. In 1940 promoveerde hij tot doctor in de filosofie. Hij liep vervolgens stage als onderwijzer aan het Athénée de Luxembourg, maar werd na een aantal maanden naar een Umschulungslager gestuurd en kwam in Duitsland terecht. Hij was daarna enige tijd leraar in Diekirch en Clervaux, tot hij in 1944 naar Esch-sur-Alzette werd gestuurd om zich aan te sluiten bij een luchtafweereenheid. Hij werd in die tijd als koerier actief bij het Luxemburgs verzet. In 1945 werd Hoffmann docent aan het Lycée de garçons d'Esch-sur-Alzette. In 1948 studeerde hij Neerlandistiek aan de Universiteit van Amsterdam. Van 1949 tot 1979 was hij docent Duits aan het Athénée, vanaf 1954 doceerde hij in de bovenbouw ook Duitse literatuur. Hoffmann trouwde in 1950 met Germaine Schmit (1930), die later naam zou maken als kunstenares. Zij werden ouders van een dochter, die trouwde met acteur André Jung, en regisseur Frank Hoffmann. 
Hoffmann schreef als literair en cultureel criticus voor het Luxemburger Wort artikelen, theaterrecensies en recensies van nieuwe publicaties van moderne Duitse en Luxemburgse schrijvers. In de jaren 1960 ging hij zelf schrijven: epische poëzie, aforismen en korte teksten, die hij zelf micro-verhalen noemde. Het werk werd gepubliceerd in de tijdschriften nos cahiers, Les Cahiers luxembourgeois en Galerie en later gebundeld en als boek uitgegeven. Hoffmann was lid van de Europese schrijversvereniging Die Kogge en het Institut grand-ducal, Section des arts et des lettres. Hij ontving de Cultuurprijs van het kanton Clervaux (1989) en de Batty Weberprijs (1993).
Léoppold Hoffmann overleed op 93-jarige leeftijd. In Gasperich, een van de stadsdelen van Luxemburg, werd een straat naar hem vernoemd. In 2020 bracht het Centre national de littérature de bloemlezing Léopold Hoffmann (1915-2008): Ausgewählte Werke uit.

## Enkele werken
- Kulturpessimismus und seine Überwindung. Luxemburg, 1958.
- Der letzte Romantiker und die Härten der Existenz. Luxembourg, 1959.
- Die Revolte der Schriftsteller gegen die Annullierung des Menschen. Luxemburg, 1961.
- Jenseits der Nacht. Luxemburg, 1964.
- Heinrich Böll. Luxemburg, 1965.
- Das epische Theater Bertolt Brechts. Luxemburg, 1966.
- Literatur im Spiegel. Luxemburg, 1966.
- Reflexe und Reflexionen. Luxemburg, 1968.
- Brenn- und Blendpunkte. Luxemburg, 1970.
- Streß und Stille. Luxemburg, 1974.
- Schnappschlüsse. Stuttgart, 1978.
- Gegen die Tüchtigen ist kein Kraut gewachsen. Luxembourg, 1979.
- Reise nach Bled, Belgrad und zurück nach Luxemburg. Luxembourg, 1980.
- Risse im Putz. Differdange 1980.
- Wer will schon wissen, wie spät es ist. Luxemburg, 1985.
- Meinetwegen sowas wie Liebe. Echternach, 1986.
- Aufhänger. Stuttgart, 1988.
- Gebrochener Zeitschein. Echternach, 1993.
- Peintres et sculpteurs de l'Oesling, met Lex Jacoby. Foetz, 1995.
- Der Pelz der Reißwölfe. Echternach, 1997.
- Vor offenem Feuer oder Das Schicksal der Wörter in sprachloser Zeit. Echternach, 1999.
- Schlitter. Esch-sur-Alzette, 2006.

- Bibliothèque nationale de France: cb126765284 (data)
- Gemeinsame Normdatei: 132294338
- International Standard Name Identifier: 0000 0001 0778 7932
- Nederlandse Thesaurus van Auteursnamen: 128225823
- Virtual International Authority File: 25759703
- WorldCat: E39PBJwthHQrPrvYTBV3t4bPQq